# 4183 Куно
4183 Куно (енгл. 4183 Cuno) је Аполо астероид чија средња удаљеност од Сунца износи 1,981 астрономских јединица (АЈ).
Апсолутна магнитуда астероида је 14,4.